# Забара (Кременецький район)
Заба́ра — село в Україні, у Шумській міській громаді Кременецького району Тернопільської області. Розташоване на півночі району. Населення — 80 осіб (2020).

## Населення

### Мова
Розподіл населення за рідною мовою за даними перепису 2001 року:
| Мова       | Кількість | Відсоток |
| ---------- | --------- | -------- |
| українська | 120       | 97.56%   |
| російська  | 3         | 2.44%    |
| Усього     | 123       | 100%     |

## Історія
1 жовтня 1933 року утворено ґміну Угорськ Кременецького повіту і село включено до неї.
12 червня 2020 року, відповідно до розпорядження Кабінету Міністрів України № 724-р «Про визначення адміністративних центрів та затвердження територій територіальних громад Тернопільської області» увійшло до складу Шумської міської громади.
19 липня 2020 року, в результаті адміністративно-територіальної реформи та ліквідації Шумського району, село увійшло до складу Кременецького району.

## Пам'ятники
Споруджено пам'ятник воїнам-односельцям, полеглим у німецько-радянській війні (1985).

## Соціальна сфера
Діють клуб, бібліотека, ФАП.

## Персоналії
- Іващук Анатолій Васильович (1953 – 2021) — провідний український вчений в області НВЧ напівпровідникових приладів.

## Галерея

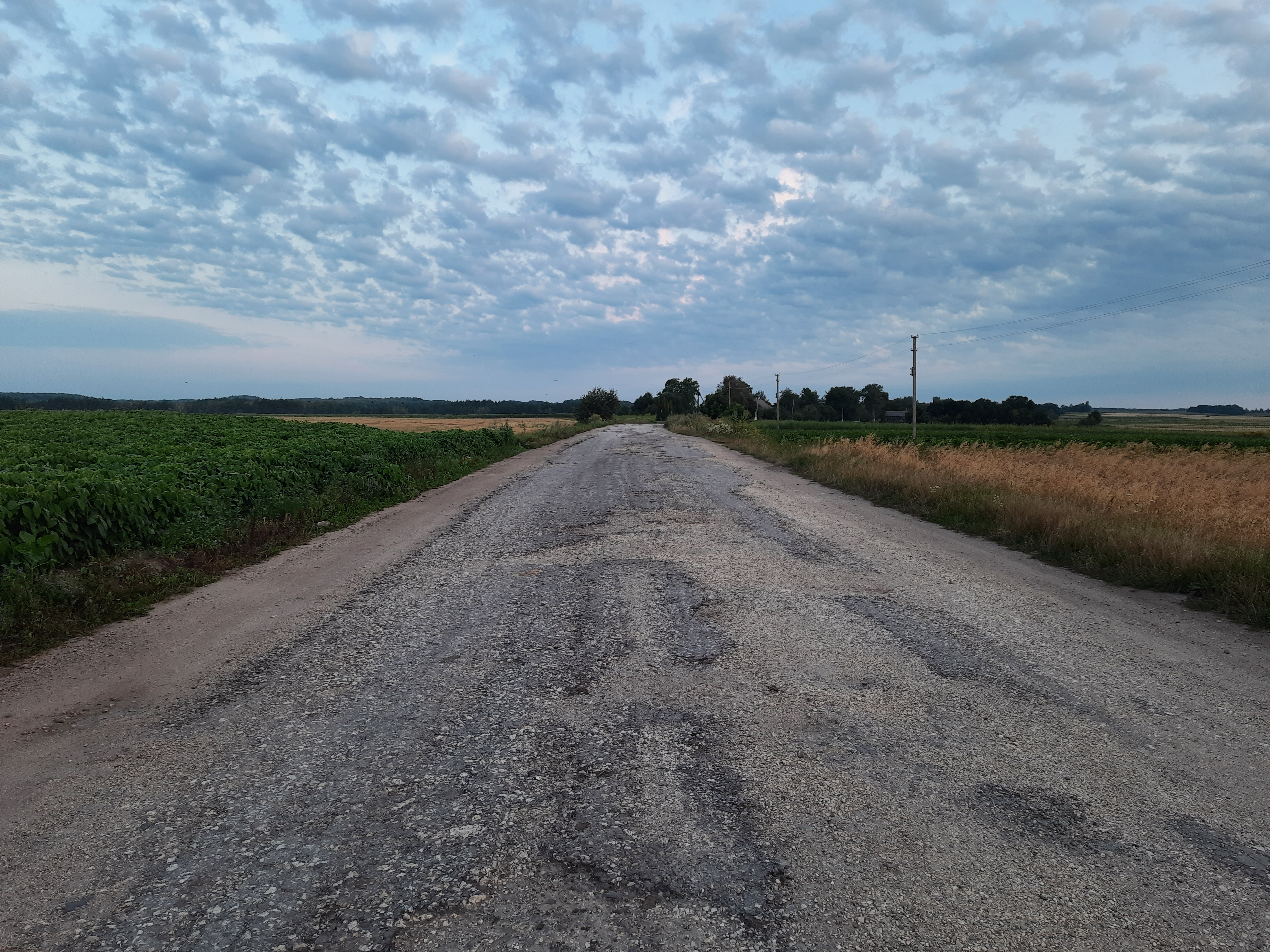
Дорога в село
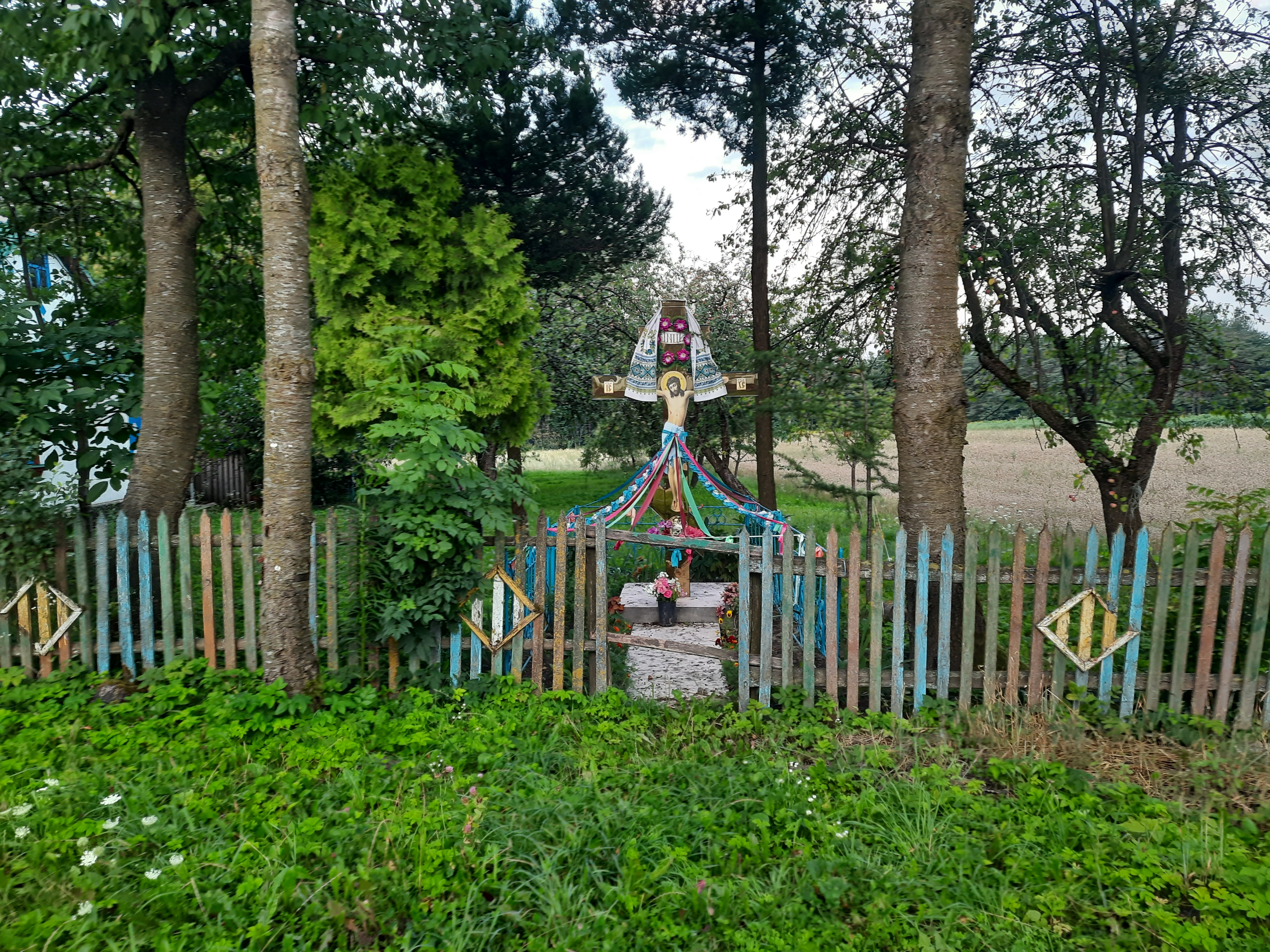
Пам'ятний хрест
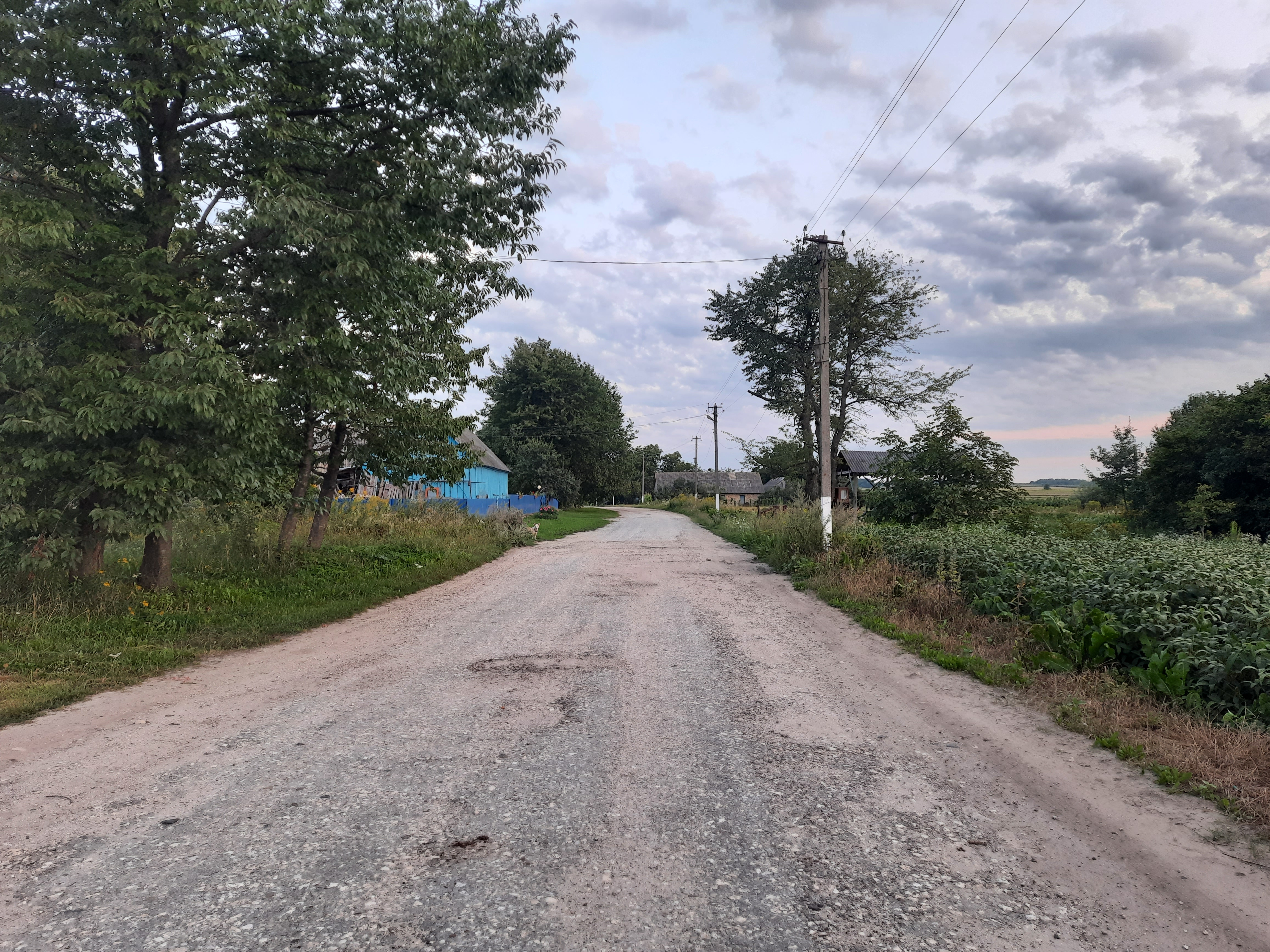
Сільська вулиця
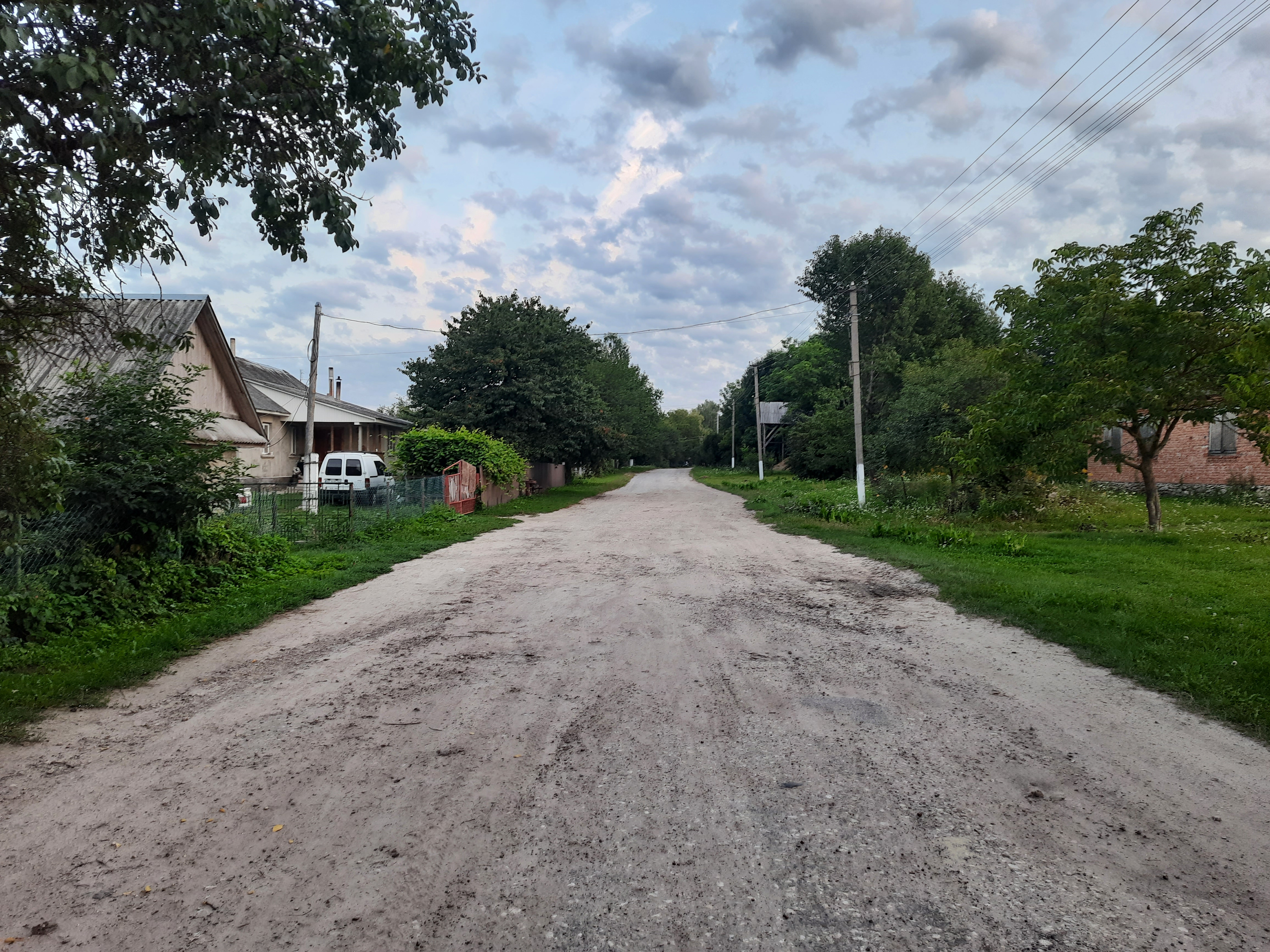
Сільська вулиця
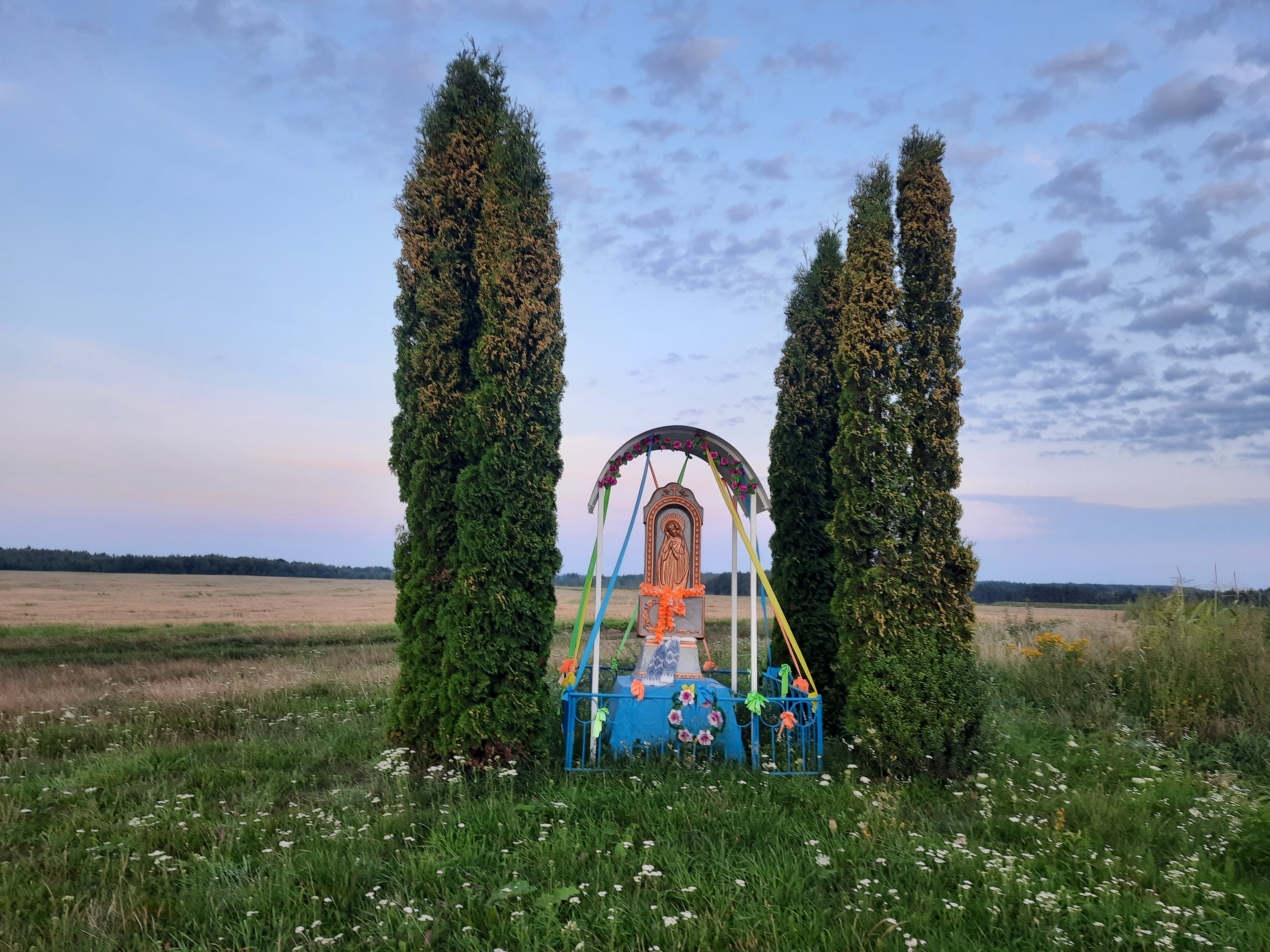
Статуя Божої Матері на околиці села